# Hebe angustifolia
Hebe angustifolia é uma espécie de planta do gênero Hebe.